# Ngeremeduu
Ngeremeduu, zaljev na zapadnoj obali otoka Babeldaob na 7°29'N i 134°31'E u državama Ngeremlengui, Ngatpang i Aimeliik, Palau. Veliki dio obale zaljeva obrastao je mangrovim šumama i prekriven šumskim i riječnim močvarama. U zaljev utječu četiri velike rijeke Ngeremeskang, Ngkebeduul, Ngatpang i Ngimet, važnih izvora pitke vode. Saltkovodne močvare i močvarne šume izrazito dominiraju na estuariju rijeke Ngeremeskang.

## Vanjske poveznice
- Wetlans: Ngeremeduu Bay  Arhivirana inačica izvorne stranice od 12. veljače 2005. (Wayback Machine)